# Flavio Briatore
Flavio Briatore (ur. 12 kwietnia 1950 w Verzuolo) – włoski przedsiębiorca i były dyrektor zespołów Benetton i Renault w Formule 1 oraz były współwłaściciel Queens Park Rangers – klubu piłkarskiego grającego w angielskiej Football League Championship.

## Życiorys
W Formule 1 pojawił się w 1988 r. jako szef zespołu Benetton Formula. Słynie z wypatrywania talentów Formuły 1. Do jego zespołu trafił m.in. Michael Schumacher, który jeździł w Benettonie w latach 1991-1995, zdobywając w latach 1994 i 1995 tytuły mistrza świata. W 1995 r. Benetton zdobył mistrzostwo w klasyfikacji konstruktorów.
W latach 2005–2006 prowadzony przez niego zespół Renault F1 zwyciężył w klasyfikacji generalnej konstruktorów, zaś indywidualnym mistrzem świata został kierowca tego zespołu, Fernando Alonso.
16 września 2009 zrezygnował z funkcji szefa zespołu Renault F1 z powodu zarzutów o nieuczciwe praktyki podczas wyścigu w Singapurze, podczas sezonu 2008.
21 września 2009 Światowa Rada Sportów Motorowych nałożyła na niego dożywotnią dyskwalifikację i zakaz jakiejkolwiek działalności związanej z F1 w związku z nieuczciwymi praktykami podczas wyścigu w Singapurze, podczas sezonu 2008. 5 stycznia 2010 Trybunał Grande Instance w Paryżu zdecydował się uchylić dożywotni zakaz angażowania się przez Flavio Briatore w sporty motorowe organizowane przez FIA, przyznając także 15 tysięcy euro odszkodowania.

## Życie prywatne
Ma córkę Leni z niemiecką modelką Heidi Klum. 14 czerwca 2008 ożenił się z modelką i osobowością telewizyjną, Elisabettą Gregoraci (ur. 1980). Mają syna Falco Nathana (ur. 18 marca 2010).